# داني ريتشاردسون
داني ريتشاردسون (بالإنجليزية: Danny Richardson)‏ هو لاعب كرة قاعدة أمريكي، ولد في 25 يناير 1863 في إلميرا في الولايات المتحدة، وتوفي في 12 سبتمبر 1926.

## وصلات خارجية
- داني ريتشاردسون على موقعبيزبول رفرنس.كوم (الدوري الرئيسي) (الإنجليزية)
- داني ريتشاردسون على موقعبيزبول رفرنس.كوم (الدوري الثانوي) (الإنجليزية)